# Gondofare
Gondofare fu il primo re del Regno indo-parto. Gondofare salì probabilmente al potere nel 21 e ottenne l'indipendenza dai Parti. In seguito conquistò la valle di Kabul e il Punjab, sottraendole al re kushana Kujula Kadphises. Dopo la sua morte, avvenuta probabilmente nel 47, il regno indo-parto non durò a lungo e scomparve dopo appena un secolo. Si è risaliti all'estensione del suo regno dalla distribuzione dei luoghi in cui sono state trovate delle sue monete. Assunse il titolo ellenistico autokratôr che venne adottato anche dai suoi rivali Arsacidi a occidente.
Il nome 'Gondophares' è una latinizzazione del Greco ΥΝΔΟΦΕΡΡΗΣ con gen. -ΟΥ, dal Persiano antico Vindafarna "Potrebbe trovare gloria." Gandofare viene chiamato dagli indiani 'Gondapharna', 'Guduvhara' e Pali 'Gudaphara'. Gondofare è 'Gastaphar' in Armeno.

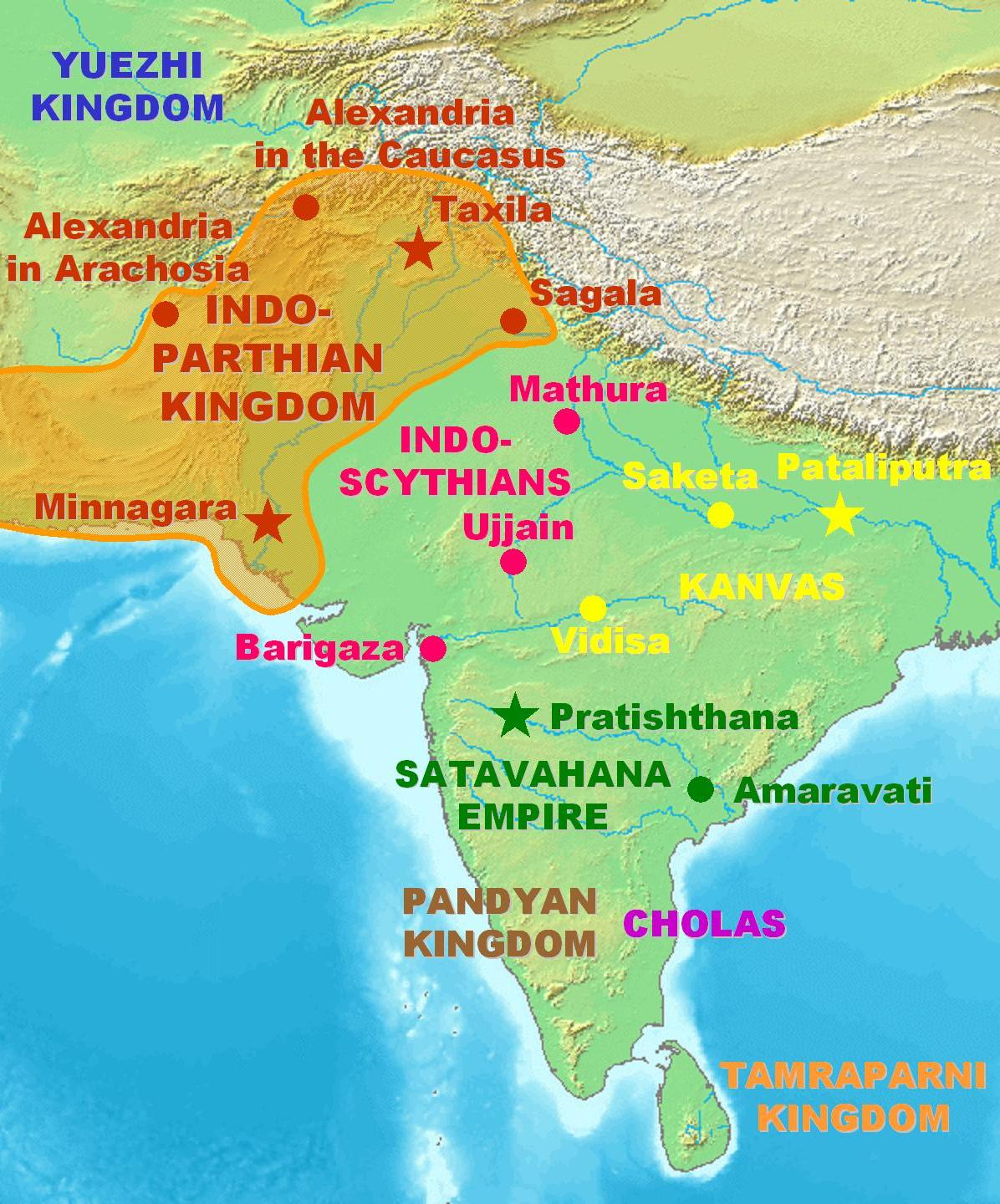
Estensione del regno Indo-greco sotto Gondofare

## Storia
Gondofare potrebbe essere stato un membro della casata dei Surena, una delle famiglie più stimate dell'Iran arsacide, che non solo aveva il diritto ereditario di guidare l'esercito reale, ma anche di mettere la corona al re partico durante l'incoronazione. Nel 129 a.C. circa, le porzioni orientali dell'Impero partico, principalmente la Drangiana, furono invase da popolazioni nomadi, principalmente dai Saka dell'Iran orientale e dagli Yuezhi, dando così origine al nome della provincia di Sakastan ("terra dei Saka").
A seguito di queste invasioni, alla famiglia Surena fu probabilmente affidato il controllo di Sakastan per difendere l'impero da ulteriori incursioni di nomadi; è possibile che i membri di questa famiglia non solo siano riusciti a respingere gli indo-sciti, ma anche a invadere e impadronirsi delle loro terre in Aracosia e nel Punjab, dando così vita al Regno Indo-Parto.

## Visita di San Tommaso

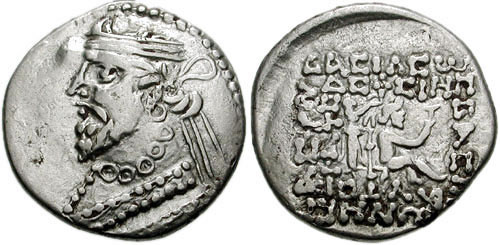
Monete di Gondofare (20-50), primo re degli indo-parti.

Gondofare appare anche in uno degli apocrifi, gli Atti di Tommaso, in cui l'apostolo Tommaso viene venduto in Siria a Habban, un inviato del re Gondofare, e viaggia come schiavo per mare fino in India, dove viene presentato a Gondofare che gli chiede di costruire un edificio:
(Atti di Tommaso, I, 1-2)
(Atti di Tommaso, II, 17)
Tommaso però, invece di costruirgli il palazzo, spese tutti i soldi del re per darli ai poveri e venne di conseguenza imprigionato. Comunque in seguito Gondofare riabilitò Tommaso e riconobbe la validità del Cristianesimo.
Una delle vetrate della cattedrale di Troyes in Francia sembra raffigurare Gondofare.

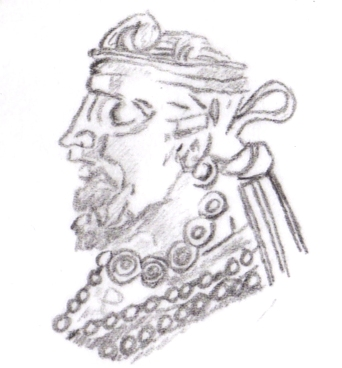
Profilo del re Gondofare, fondatore del Regno indo-parto.

Poiché gli Atti di Tommaso era un testo pieno di avvenimenti fantastici, per molti secoli si pensò che Gondofare non fosse veramente esistito ma fosse una figura leggendaria. Tutto cambiò quando nel 1854 il generale Alexander Cunningham scrisse (Journal of the Asiatic Society of Bengal vol.xxiii. pp. 679–712) che erano state rinvenute in Afghanistan circa 30.000 monete con scritte in greco. Le monete furono coniate circa tre secoli dopo le conquiste di Alessandro Magno e alcune di esse ritraevano il re Gondofare. Venne così scoperto che Gondofare era esistito veramente (Medlycott 1905).

## Gaspare
Il nome di Gondofare venne traslitterato in Armeno in "Gastaphar", e nelle lingue occidentali in "Gaspard" (Gaspare). Potrebbe essere il "Gaspare, Re dell'India", che secondo i testi apocrifi e la tradizione cristiana, fu uno dei tre Re magi che attendevano la nascita del Cristo.